# Фіньково (Псковська область)
Фіньково (рос. Финьково) — присілок в Бєжаницькому районі Псковської області Російської Федерації.
Населення становить 80 осіб. Входить до складу муніципального утворення Лющикська волость.

## Історія
Від 2005 року входить до складу муніципального утворення Лющикська волость.

## Населення
| 2001 | 2002 | 2010 |
| ---- | ---- | ---- |
| 139  | ↘119 | ↘80  |